# Воронцово (Шекснинский район)
Воронцово — деревня в Шекснинском районе Вологодской области.
Входит в состав сельского поселения Угольского (до 2015 года входило в состав Фоминского).
Расстояние по автодороге до районного центра Шексны — 52 км, до центра муниципального образования Фоминского — 3 км. Ближайшие населённые пункты — Митрохово, Ефимово, Велюшево.

## Население
По переписи 2002 года население — 17 человек.
| 2010 |
| ---- |
| 16   |